# Гармонічна функція
Функція {\displaystyle f:U\to \mathbb {R} } визначена на {\displaystyle U\subset \mathbb {R} ^{n}} називається гармонічною в цій області, якщо f є двічі неперервно диференційовною і є розв’язком рівняння Лапласа: 
{\displaystyle {\frac {\partial ^{2}f}{\partial x_{1}^{2}}}+{\frac {\partial ^{2}f}{\partial x_{2}^{2}}}+\cdots +{\frac {\partial ^{2}f}{\partial x_{n}^{2}}}=0.}
Для позначення цього використовуються позначення
{\displaystyle \textstyle \Delta f=0} або {\displaystyle \nabla ^{2}f=0.}

## Властивості
- Якщо D — скінченна область і гармонічна функція {\displaystyle f\in C^{1}({\bar {D}})} тоді:

{\displaystyle \int _{S}{\frac {\partial f}{\partial \nu }}\,d\sigma =0.}
- Теорема про середнє значення: якщо f(x) — гармонічна функція у кулі B(x0,r) радіуса r з центром {\displaystyle x_{0}} і {\displaystyle f\in C^{1}({\bar {B}})} то її значення в центрі кулі дорівнює середньому арифметичному її значень на сфері S(x0,r), тобто

{\displaystyle u(x_{0})={\frac {1}{n\omega _{n}r^{n-1}}}\int _{\partial B(x_{0},r)}u\,d\sigma ={\frac {1}{\omega _{n}r^{n}}}\int _{B(x_{0},r)}u\,dy}
де {\displaystyle \omega _{n}} — об'єм одиничної кулі в {\displaystyle \mathbb {R} ^{n}}.
У припущенні неперервності f(x) ця властивість може бути прийнята як визначення гармонічної функції.
- Принцип екстремуму: якщо D — область в {\displaystyle \mathbb {R} ^{n}}, що не містить усередині точки {\displaystyle \infty ,} f(x) — гармонічна функція у D, {\displaystyle f(x)\neq const}, то ні в якій точці {\displaystyle x_{0}\in D} функція f(x) не може досягати локального екстремуму, тобто в будь-якому околі V(x0) кожної точки {\displaystyle x_{0}\in D} знайдеться точка {\displaystyle x^{*}\in V(x_{0})}, у якій {\displaystyle f(x^{*})>f(x_{0})}, і знайдеться точка {\displaystyle x^{*}\in V(x_{0})}, у якій {\displaystyle f(x^{*})<f(x_{0}).}

Якщо, крім того, і {\displaystyle x\in C({\bar {D}})}, то найбільше і найменше значення f(x) в замкнутій області {\displaystyle {\bar {D}}} досягаються тільки в точках межі {\displaystyle \partial D}. Відповідно, якщо {\displaystyle |f(x)|\leq M} на {\displaystyle \partial D}, то {\displaystyle |f(x)|\leq M} на всій множині {\displaystyle {\bar {D}}}.
- Якщо f(x) — гармонічна функція у всьому просторі {\displaystyle \mathbb {R} ^{n},\,n\geq } 2 обмежена зверху або знизу, то f(x)= const.(Теорема Ліувіля)

- Якщо f(x) — гармонічна функція у околі точки {\displaystyle x_{0}=((x_{1})_{0},\ldots ,(x_{n})_{0}),} то f(x) розкладається в цьому околі у степеневий ряд за змінними {\displaystyle x_{1}-(x_{1})_{0},\ldots ,x_{n}-(x_{n})_{0},} тобто довільна гармонічна функція є аналітичною функцією і має часткові похідні всіх порядків, які в свою чергу є гармонічними функціями.

- Властивість єдиності: якщо f(x) — гармонічна функція у області {\displaystyle D\subset \mathbb {R} ^{n}} і {\displaystyle f(x)\equiv 0} в деякому n-вимірному околі довільної точки {\displaystyle x_{0}\in D} то {\displaystyle f(x)\equiv 0} в D.

Якщо f(x) — аналітична функція дійсних змінних у області {\displaystyle D\subset \mathbb {R} ^{n}} і якщо в деякому n-вимірному околі точки {\displaystyle x_{0}\in D} функція f(x) є гармонічною то вона є гармонічною в усій області D.
- Принцип симетрії: Нехай межа {\displaystyle \partial D} області {\displaystyle D\subset \mathbb {R} ^{n}} містить відкриту в площині xn=0 множину G, і f(x) — гармонічна функція у D і f(x) = 0 і неперервна усюди на G. Якщо {\displaystyle {\hat {D}}} — область, симетрична з D відносно гіперплощини xn=0 тоді f(x) гармонійно продовжується в область {\displaystyle D\cup G\cup {\hat {D}}} за формулою:

{\displaystyle f(x_{1},\ldots ,x_{n-1},x_{n})=-f(x_{1},\ldots ,x_{n-1},-x_{n}),\quad (x_{1},\ldots ,x_{n-1},x_{n})\in {\hat {D}}.}
- Перша теорема Гарнака: якщо послідовність {\displaystyle \{f_{n}(x)\}} гармонічних функцій у обмеженій області D, неперервних в замкнутій області {\displaystyle {\bar {D}}}, є рівномірно збіжною на межі {\displaystyle \partial D}, то вона є рівномірно збіжною у D, причому гранична функція {\displaystyle f(x)=\lim _{n\to \infty }f_{n}(x)} є гармонічною функцією у D.

- Друга теорема Гарнака: якщо послідовність {\displaystyle \{f_{n}(x)\}} гармонічних функцій в області D, є монотонною і збігається принаймні в одній точці {\displaystyle x_{0}\in D}, то вона збігається усюди в D і гранична функція {\displaystyle f(x)=\lim _{n\to \infty }f_{n}(x)} є гармонічною.